# Én kicsi pónim (televíziós sorozat, 1986)
Az Én kicsi pónim (eredeti cím: My Little Pony and Friends) amerikai televíziós rajzfilmsorozat, amelyet Jay Bacal rendezett. Amerikában 1986. szeptember 15. és 1987. december 25. között  a Syndication vetítette. Magyarországon 1991. december 10. és 1993. január 8. között az TV-2 sugározta, majd a Szív TV és az Msat tűzte műsorra, később új szinkronnal 2008 és 2011 között a Minimax adta le.

## Szereplők

### Emberek
- Megan – 13 éves szőke hajú lány, a pónik vezetője és barátnője.
- Molly – Megan 7 éves szőke hajú húga.
- Danny – Megan 10 éves vörös hajú öccse.

### Sárkány
- Tüskés – Rózsaszín sárkánykölyök, a pónik barátja.

### Egyszarvú pónik
- Buttons – Rózsaszínű színű egyszarvú póni, sörénye (piros és kék), szeme kék, szépségjegye három sötét piros gomb és két kék csillag.
- Fizzy – Türkiz kék színű egyszarvú póni, sörénye (rózsaszín, sötét rózsaszín, fehér és zöld), szeme rózsaszín, szépségjegye öt pohár turmix.
- Galaxy – Rózsaszín lila színű egyszarvú póni, sörénye piros, rózsaszín, fehér és narancssárga, szeme rózsaszín, szépségjegye Lila csillagvirág.
- Gusty – Fehér színű egyszarvú póni, sörénye zöld és rózsaszín, szeme zöld, szépségjegye öt piros falevél.
- Kis Gusty – Fehér színű egyszarvú póni kölyök, szeme zöld, szépségjegye öt piros falevél.
- Ribbon – Kék színű egyszarvú póni, sörénye Narancssárga és sárga csíkos, szeme zöld, szépségjegye fehér masni.
- Kis Ribbon – Kék színű egyszarvú póni kölyök, sörénye narancssárga és sárga csíkos, szeme zöld, szépségjegye fehér masni.

### Pegazus pónik
- Heart Throb – Rózsaszín pegazus póni, sörénye sötét rózsaszín, szeme kék, szépségjegye szívek szárnyakkal.
- Kis Heart Throb – Rózsaszín pegazus póni kölyök, sörénye sötét rózsaszín, szeme kék, szépségjegye szívek szárnyakkal.
- Lofty – Halványsárga színű pegazus póni, sörénye narancssárga, szeme barna, szépségjegye rózsaszín léggömb piros csillagokkal.
- Kis Lofty – Halványsárga színű pegazus póni kölyök, sörénye narancssárga, szeme barna, szépségjegye rózsaszín léggömb piros csillagokkal.
- North Star – Rózsaszínű pegazus póni, sörénye lila, szeme kék, szépségjegye rózsa iránytű.
- Wind Whistler – Világoskék színű pegazus póni, sörénye világos rózsaszín, szeme rózsaszín, szépségjegye három rózsaszín és öt kék síp.
- Surprise – Fehér pegazus póni, sörénye világoszöld, szeme lila, szépségjegye lila léggömbök.
- Kis Surprise – Fehér pegazus póni kölyök, sörénye világoszöld, szeme lila, szépségjegye lila léggömbök.
- Locket – Rózsaszín pegazus póni, sörénye fehér, rózsaszín narancssárga és lila, szeme lila, szépségjegye két rózsaszín kulcs és lila lakat.
- Masquerade – Sárga színű pegazus póni, sörénye Sötét zöld, Aqua szín, világoszöld és vegyes szín, szeme zöld, szépségjegye kék és rózsaszín álarcok.

### Földi pónik
- Paradise – Fehér földi póni, sörénye piros, szeme zöld, szépségjegye két rózsaszín pálmafa és narancssárga félhold.
- Whizzer – Rózsaszín földi póni, sörénye piros, kék, zöld és fehér, szeme Türkiz kék, szépségjegye sötét rózsaszín propelleres sapka.
- Cherries Jubilee – világos narancssárga földi póni, sörénye narancssárga, szeme zöld, szépségjegye öt cseresznye.
- Posey – Sárga földi póni, sörénye rózsaszín, szeme zöld, szépségjegye öt rózsaszín tulipán.
- Kis Cuddles – ?
- Cupcake – Fehér földi póni, sörénye türkiz kék, szeme rózsaszín, szépségjegye öt minitorta.
- Gingerbread – Földi póni, sörénye, szeme, szépségjegye.
- Lickety-Split – Világos rózsaszínű földi póni, sörénye fukszia, szeme kék, szépségjegye három narancssárga tölcsér fagylalt.
- Sweet Stuff – Kék színű földi póni, sörénye (piros, kék, rózsaszín és fehér), szeme lila, szépségjegye három rózsaszín és három lila muffin.
- Magic Star – Sárga színű földi póni, sörénye zöld, szeme lila, szépségjegye varázspálca.
- Shady – Sötét rózsaszínű földi póni, sörénye szőke, szeme zöld szépségjegy öt napszemüveg.
- Sundance – Fehér földi póni, sörénye kék, fekete, rózsaszín és lila, szeme kék, szépségjegye öt kék mézeskalácsember.
- Truly – Fehér földi póni, sörénye sötét rózsaszín, szeme zöld, szépségjegye zöld gerle és piros szívek.
- Kis Tiddly Winks – ?
- Kis Half-Note – Rózsaszín földi póni, sörénye türkiz kék, szeme türkiz kék, szépségjegye egy pár balettcipő.
- Kis Shady – Sötét vörös földi póni kölyök, sörénye szőke, szeme zöld szépségjegy öt napszemüveg.
- Kis Sundance – Fehér földi póni kölyök, sörénye kék, fekete, rózsaszín és lila, szeme kék, szépségjegye öt kék mézeskalácsember.
- Twilight – Rózsaszín földi póni, sörénye fehér és lila, szeme lila, szépségjegye öt sötét rózsaszín csillag.

### Rezgőszárnyú pónik
- Rosedust – A rezgőszárnyú pónik királynője, sárga színű rezgőszárnyú póni, sörénye világos rózsaszín, szeme rózsaszín, szépségjegye három rózsaszín rózsa.
- Morning Glory – Kék színű rezgőszárnyú póni, sörénye barna, szeme kék, szépségjegye hajnalka.
- Peach Blossom – Türkiz kék rezgőszárnyú póni, sörénye zöld, szeme lila, szépségjegye barackvirágok.
- Honeysuckle – Rózsaszín rezgőszárnyú póni, sörénye rózsaszínű piros, szeme rózsaszín, szépségjegye szulákvirágok.
- Forget-Me-Not – Lila rezgőszárnyú póni, sörénye fehér, szeme zöld, szépségjegye hat lila nefelejcs virágok.

### Törpe
- Tinóru apó – Egy bölcs öreg törpevarázsló.

### Boszorkányok
- Hydia – Egy gonosz boszorkány anyuka, aki bosszút ál a Rezgőszárnyú pónikon.
- Szutyka – Egy magas kócos vörös hajú boszorkány, Hydia lánya. Meg van győződve róla hogy Hydia utálja, ami többnyire igaz is.
- Habzsolka – Egy kövér bogárfaló fekete hajú boszorkány, Hydia lánya. Szereti a mocskos környezetet.

## Magyar hangok
| Szereplő         | Eredeti hang | Magyar hang                                                                                    | Magyar hang                                                                                            | Magyar hang | Leírás                                     |
| Szereplő         | Eredeti hang | MTV2, 1991-1992                                                                                | Backlund Hungary, 1994                                                                                 | Minimax, 2008 | Leírás                                     |
| ---------------- | --- | ---------------------------------------------------------------------------------------------- | --- | --- | ------------------------------------------ |
| Megan            | Bettina Bush | Somlai Edina                                                                                   | Csondor Kata                                                                                           | Kardos Eszter | 13 éves szőke hajú lány, a pónik vezetője. |
| Spike            | Charles Adler | Varanyi Lajos                                                                                  | Boros Zoltán                                                                                           | Seszták Szabolcs | Rózsaszín sárkánykölyök, a pónik barátja.  |
| Molly            | Keri Houlihan | Köves Dóra                                                                                     | Horváth Hanga                                                                                          | Talmács Márta | Megan 7 éves húga.                         |
| Danny            | Scott Menville | Minárovits Péter (1. hang) Boros Zoltán (2. hang)                                              | Előd Álmos                                                                                             | Molnár Levente | Megan 10 éves öccse.                       |
| Tinóru apó       | Tony Randall | Elekes Pál                                                                                     | – | Rudas István (1. hang) Kajtár Róbert (2. hang)                                                                                           | Egy bölcs öreg törpevarázsló.              |
| Buttons          | Susan Blu Nancy Cartwright Jeannie Elias Ellen Gerstell Katie Leigh Sherry Lynn Russi Taylor B. J. Ward Jill Wayne | Csere Ágnes Farkasinszky Edit Györgyi Anna Kautzky Armand Kökényessy Ági Mihók Éva Orosz Helga | Andai Kati Bartucz Attila Boros Zoltán Holl Nándor Horváth Hanga Kocsis Mariann Mezei Kitty Papp Ágnes | Csondor Kata Csuha Bori F. Nagy Erika Haffner Anikó Mezei Kitty Molnár Ilona Sánta Annamária Szabó Gertrúd Szabó Zselyke Zsigmond Tamara | Rózsaszínű színű egyszarvú póni.           |
| Fizzy            | Susan Blu Nancy Cartwright Jeannie Elias Ellen Gerstell Katie Leigh Sherry Lynn Russi Taylor B. J. Ward Jill Wayne | Csere Ágnes Farkasinszky Edit Györgyi Anna Kautzky Armand Kökényessy Ági Mihók Éva Orosz Helga | Andai Kati Bartucz Attila Boros Zoltán Holl Nándor Horváth Hanga Kocsis Mariann Mezei Kitty Papp Ágnes | Csondor Kata Csuha Bori F. Nagy Erika Haffner Anikó Mezei Kitty Molnár Ilona Sánta Annamária Szabó Gertrúd Szabó Zselyke Zsigmond Tamara | Türkiz kék színű egyszarvú póni.           |
| Galaxy           | Susan Blu Nancy Cartwright Jeannie Elias Ellen Gerstell Katie Leigh Sherry Lynn Russi Taylor B. J. Ward Jill Wayne | Csere Ágnes Farkasinszky Edit Györgyi Anna Kautzky Armand Kökényessy Ági Mihók Éva Orosz Helga | Andai Kati Bartucz Attila Boros Zoltán Holl Nándor Horváth Hanga Kocsis Mariann Mezei Kitty Papp Ágnes | Csondor Kata Csuha Bori F. Nagy Erika Haffner Anikó Mezei Kitty Molnár Ilona Sánta Annamária Szabó Gertrúd Szabó Zselyke Zsigmond Tamara | Rózsaszín lila színű egyszarvú póni.       |
| Gusty            | Susan Blu Nancy Cartwright Jeannie Elias Ellen Gerstell Katie Leigh Sherry Lynn Russi Taylor B. J. Ward Jill Wayne | Csere Ágnes Farkasinszky Edit Györgyi Anna Kautzky Armand Kökényessy Ági Mihók Éva Orosz Helga | Andai Kati Bartucz Attila Boros Zoltán Holl Nándor Horváth Hanga Kocsis Mariann Mezei Kitty Papp Ágnes | Csondor Kata Csuha Bori F. Nagy Erika Haffner Anikó Mezei Kitty Molnár Ilona Sánta Annamária Szabó Gertrúd Szabó Zselyke Zsigmond Tamara | Fehér színű egyszarvú póni.                |
| Kis Gusty        | Susan Blu Nancy Cartwright Jeannie Elias Ellen Gerstell Katie Leigh Sherry Lynn Russi Taylor B. J. Ward Jill Wayne | Csere Ágnes Farkasinszky Edit Györgyi Anna Kautzky Armand Kökényessy Ági Mihók Éva Orosz Helga | Andai Kati Bartucz Attila Boros Zoltán Holl Nándor Horváth Hanga Kocsis Mariann Mezei Kitty Papp Ágnes | Csondor Kata Csuha Bori F. Nagy Erika Haffner Anikó Mezei Kitty Molnár Ilona Sánta Annamária Szabó Gertrúd Szabó Zselyke Zsigmond Tamara | Fehér színű egyszarvú póni kölyök.         |
| Ribbon           | Susan Blu Nancy Cartwright Jeannie Elias Ellen Gerstell Katie Leigh Sherry Lynn Russi Taylor B. J. Ward Jill Wayne | Csere Ágnes Farkasinszky Edit Györgyi Anna Kautzky Armand Kökényessy Ági Mihók Éva Orosz Helga | Andai Kati Bartucz Attila Boros Zoltán Holl Nándor Horváth Hanga Kocsis Mariann Mezei Kitty Papp Ágnes | Csondor Kata Csuha Bori F. Nagy Erika Haffner Anikó Mezei Kitty Molnár Ilona Sánta Annamária Szabó Gertrúd Szabó Zselyke Zsigmond Tamara | Kék színű egyszarvú póni.                  |
| Kis Ribbon       | Susan Blu Nancy Cartwright Jeannie Elias Ellen Gerstell Katie Leigh Sherry Lynn Russi Taylor B. J. Ward Jill Wayne | Csere Ágnes Farkasinszky Edit Györgyi Anna Kautzky Armand Kökényessy Ági Mihók Éva Orosz Helga | Andai Kati Bartucz Attila Boros Zoltán Holl Nándor Horváth Hanga Kocsis Mariann Mezei Kitty Papp Ágnes | Csondor Kata Csuha Bori F. Nagy Erika Haffner Anikó Mezei Kitty Molnár Ilona Sánta Annamária Szabó Gertrúd Szabó Zselyke Zsigmond Tamara | Kék színű egyszarvú póni kölyök.           |
| Heart Throb      | Susan Blu Nancy Cartwright Jeannie Elias Ellen Gerstell Katie Leigh Sherry Lynn Russi Taylor B. J. Ward Jill Wayne | Csere Ágnes Farkasinszky Edit Györgyi Anna Kautzky Armand Kökényessy Ági Mihók Éva Orosz Helga | Andai Kati Bartucz Attila Boros Zoltán Holl Nándor Horváth Hanga Kocsis Mariann Mezei Kitty Papp Ágnes | Csondor Kata Csuha Bori F. Nagy Erika Haffner Anikó Mezei Kitty Molnár Ilona Sánta Annamária Szabó Gertrúd Szabó Zselyke Zsigmond Tamara | Rózsaszín pegazus póni.                    |
| Kis Heart Throb  | Susan Blu Nancy Cartwright Jeannie Elias Ellen Gerstell Katie Leigh Sherry Lynn Russi Taylor B. J. Ward Jill Wayne | Csere Ágnes Farkasinszky Edit Györgyi Anna Kautzky Armand Kökényessy Ági Mihók Éva Orosz Helga | Andai Kati Bartucz Attila Boros Zoltán Holl Nándor Horváth Hanga Kocsis Mariann Mezei Kitty Papp Ágnes | Csondor Kata Csuha Bori F. Nagy Erika Haffner Anikó Mezei Kitty Molnár Ilona Sánta Annamária Szabó Gertrúd Szabó Zselyke Zsigmond Tamara | Rózsaszín pegazus póni kölyök.             |
| Lofty            | Susan Blu Nancy Cartwright Jeannie Elias Ellen Gerstell Katie Leigh Sherry Lynn Russi Taylor B. J. Ward Jill Wayne | Csere Ágnes Farkasinszky Edit Györgyi Anna Kautzky Armand Kökényessy Ági Mihók Éva Orosz Helga | Andai Kati Bartucz Attila Boros Zoltán Holl Nándor Horváth Hanga Kocsis Mariann Mezei Kitty Papp Ágnes | Csondor Kata Csuha Bori F. Nagy Erika Haffner Anikó Mezei Kitty Molnár Ilona Sánta Annamária Szabó Gertrúd Szabó Zselyke Zsigmond Tamara | Halványsárga színű pegazus póni.           |
| Kis Lofty        | Susan Blu Nancy Cartwright Jeannie Elias Ellen Gerstell Katie Leigh Sherry Lynn Russi Taylor B. J. Ward Jill Wayne | Csere Ágnes Farkasinszky Edit Györgyi Anna Kautzky Armand Kökényessy Ági Mihók Éva Orosz Helga | Andai Kati Bartucz Attila Boros Zoltán Holl Nándor Horváth Hanga Kocsis Mariann Mezei Kitty Papp Ágnes | Csondor Kata Csuha Bori F. Nagy Erika Haffner Anikó Mezei Kitty Molnár Ilona Sánta Annamária Szabó Gertrúd Szabó Zselyke Zsigmond Tamara | Halványsárga színű pegazus póni kölyök.    |
| North Star       | Susan Blu Nancy Cartwright Jeannie Elias Ellen Gerstell Katie Leigh Sherry Lynn Russi Taylor B. J. Ward Jill Wayne | Csere Ágnes Farkasinszky Edit Györgyi Anna Kautzky Armand Kökényessy Ági Mihók Éva Orosz Helga | Andai Kati Bartucz Attila Boros Zoltán Holl Nándor Horváth Hanga Kocsis Mariann Mezei Kitty Papp Ágnes | Csondor Kata Csuha Bori F. Nagy Erika Haffner Anikó Mezei Kitty Molnár Ilona Sánta Annamária Szabó Gertrúd Szabó Zselyke Zsigmond Tamara | Rózsaszínű Pegazus póni.                   |
| Wind Whistler    | Susan Blu Nancy Cartwright Jeannie Elias Ellen Gerstell Katie Leigh Sherry Lynn Russi Taylor B. J. Ward Jill Wayne | Csere Ágnes Farkasinszky Edit Györgyi Anna Kautzky Armand Kökényessy Ági Mihók Éva Orosz Helga | Andai Kati Bartucz Attila Boros Zoltán Holl Nándor Horváth Hanga Kocsis Mariann Mezei Kitty Papp Ágnes | Csondor Kata Csuha Bori F. Nagy Erika Haffner Anikó Mezei Kitty Molnár Ilona Sánta Annamária Szabó Gertrúd Szabó Zselyke Zsigmond Tamara | Világoskék színű Pegazus póni.             |
| Kis Surprise     | Susan Blu Nancy Cartwright Jeannie Elias Ellen Gerstell Katie Leigh Sherry Lynn Russi Taylor B. J. Ward Jill Wayne | Csere Ágnes Farkasinszky Edit Györgyi Anna Kautzky Armand Kökényessy Ági Mihók Éva Orosz Helga | Andai Kati Bartucz Attila Boros Zoltán Holl Nándor Horváth Hanga Kocsis Mariann Mezei Kitty Papp Ágnes | Csondor Kata Csuha Bori F. Nagy Erika Haffner Anikó Mezei Kitty Molnár Ilona Sánta Annamária Szabó Gertrúd Szabó Zselyke Zsigmond Tamara | Fehér pegazus póni kölyök.                 |
| Masquerade       | Susan Blu Nancy Cartwright Jeannie Elias Ellen Gerstell Katie Leigh Sherry Lynn Russi Taylor B. J. Ward Jill Wayne | Csere Ágnes Farkasinszky Edit Györgyi Anna Kautzky Armand Kökényessy Ági Mihók Éva Orosz Helga | Andai Kati Bartucz Attila Boros Zoltán Holl Nándor Horváth Hanga Kocsis Mariann Mezei Kitty Papp Ágnes | Csondor Kata Csuha Bori F. Nagy Erika Haffner Anikó Mezei Kitty Molnár Ilona Sánta Annamária Szabó Gertrúd Szabó Zselyke Zsigmond Tamara | Sárga színű pegazus póni.                  |
| Locket           | Susan Blu Nancy Cartwright Jeannie Elias Ellen Gerstell Katie Leigh Sherry Lynn Russi Taylor B. J. Ward Jill Wayne | Csere Ágnes Farkasinszky Edit Györgyi Anna Kautzky Armand Kökényessy Ági Mihók Éva Orosz Helga | Andai Kati Bartucz Attila Boros Zoltán Holl Nándor Horváth Hanga Kocsis Mariann Mezei Kitty Papp Ágnes | Csondor Kata Csuha Bori F. Nagy Erika Haffner Anikó Mezei Kitty Molnár Ilona Sánta Annamária Szabó Gertrúd Szabó Zselyke Zsigmond Tamara | Rózsaszín pegazus póni.                    |
| Surprise         | Susan Blu Nancy Cartwright Jeannie Elias Ellen Gerstell Katie Leigh Sherry Lynn Russi Taylor B. J. Ward Jill Wayne | Csere Ágnes Farkasinszky Edit Györgyi Anna Kautzky Armand Kökényessy Ági Mihók Éva Orosz Helga | Andai Kati Bartucz Attila Boros Zoltán Holl Nándor Horváth Hanga Kocsis Mariann Mezei Kitty Papp Ágnes | Csondor Kata Csuha Bori F. Nagy Erika Haffner Anikó Mezei Kitty Molnár Ilona Sánta Annamária Szabó Gertrúd Szabó Zselyke Zsigmond Tamara | Fehér pegazus póni.                        |
| Paradise         | Susan Blu Nancy Cartwright Jeannie Elias Ellen Gerstell Katie Leigh Sherry Lynn Russi Taylor B. J. Ward Jill Wayne | Csere Ágnes Farkasinszky Edit Györgyi Anna Kautzky Armand Kökényessy Ági Mihók Éva Orosz Helga | Andai Kati Bartucz Attila Boros Zoltán Holl Nándor Horváth Hanga Kocsis Mariann Mezei Kitty Papp Ágnes | Csondor Kata Csuha Bori F. Nagy Erika Haffner Anikó Mezei Kitty Molnár Ilona Sánta Annamária Szabó Gertrúd Szabó Zselyke Zsigmond Tamara | Fehér földi póni.                          |
| Whizzer          | Susan Blu Nancy Cartwright Jeannie Elias Ellen Gerstell Katie Leigh Sherry Lynn Russi Taylor B. J. Ward Jill Wayne | Csere Ágnes Farkasinszky Edit Györgyi Anna Kautzky Armand Kökényessy Ági Mihók Éva Orosz Helga | Andai Kati Bartucz Attila Boros Zoltán Holl Nándor Horváth Hanga Kocsis Mariann Mezei Kitty Papp Ágnes | Csondor Kata Csuha Bori F. Nagy Erika Haffner Anikó Mezei Kitty Molnár Ilona Sánta Annamária Szabó Gertrúd Szabó Zselyke Zsigmond Tamara | Rózsaszín földi póni.                      |
| Cherries Jubilee | Susan Blu Nancy Cartwright Jeannie Elias Ellen Gerstell Katie Leigh Sherry Lynn Russi Taylor B. J. Ward Jill Wayne | Csere Ágnes Farkasinszky Edit Györgyi Anna Kautzky Armand Kökényessy Ági Mihók Éva Orosz Helga | Andai Kati Bartucz Attila Boros Zoltán Holl Nándor Horváth Hanga Kocsis Mariann Mezei Kitty Papp Ágnes | Csondor Kata Csuha Bori F. Nagy Erika Haffner Anikó Mezei Kitty Molnár Ilona Sánta Annamária Szabó Gertrúd Szabó Zselyke Zsigmond Tamara | Világos narancssárga földi póni.           |
| Posey            | Susan Blu Nancy Cartwright Jeannie Elias Ellen Gerstell Katie Leigh Sherry Lynn Russi Taylor B. J. Ward Jill Wayne | Csere Ágnes Farkasinszky Edit Györgyi Anna Kautzky Armand Kökényessy Ági Mihók Éva Orosz Helga | Andai Kati Bartucz Attila Boros Zoltán Holl Nándor Horváth Hanga Kocsis Mariann Mezei Kitty Papp Ágnes | Csondor Kata Csuha Bori F. Nagy Erika Haffner Anikó Mezei Kitty Molnár Ilona Sánta Annamária Szabó Gertrúd Szabó Zselyke Zsigmond Tamara | Sárga földi póni.                          |
| Kis Cuddles      | Susan Blu Nancy Cartwright Jeannie Elias Ellen Gerstell Katie Leigh Sherry Lynn Russi Taylor B. J. Ward Jill Wayne | Csere Ágnes Farkasinszky Edit Györgyi Anna Kautzky Armand Kökényessy Ági Mihók Éva Orosz Helga | Andai Kati Bartucz Attila Boros Zoltán Holl Nándor Horváth Hanga Kocsis Mariann Mezei Kitty Papp Ágnes | Csondor Kata Csuha Bori F. Nagy Erika Haffner Anikó Mezei Kitty Molnár Ilona Sánta Annamária Szabó Gertrúd Szabó Zselyke Zsigmond Tamara | ?                                          |
| Cupcake          | Susan Blu Nancy Cartwright Jeannie Elias Ellen Gerstell Katie Leigh Sherry Lynn Russi Taylor B. J. Ward Jill Wayne | Csere Ágnes Farkasinszky Edit Györgyi Anna Kautzky Armand Kökényessy Ági Mihók Éva Orosz Helga | Andai Kati Bartucz Attila Boros Zoltán Holl Nándor Horváth Hanga Kocsis Mariann Mezei Kitty Papp Ágnes | Csondor Kata Csuha Bori F. Nagy Erika Haffner Anikó Mezei Kitty Molnár Ilona Sánta Annamária Szabó Gertrúd Szabó Zselyke Zsigmond Tamara | Fehér földi póni.                          |
| Gingerbread      | Susan Blu Nancy Cartwright Jeannie Elias Ellen Gerstell Katie Leigh Sherry Lynn Russi Taylor B. J. Ward Jill Wayne | Csere Ágnes Farkasinszky Edit Györgyi Anna Kautzky Armand Kökényessy Ági Mihók Éva Orosz Helga | Andai Kati Bartucz Attila Boros Zoltán Holl Nándor Horváth Hanga Kocsis Mariann Mezei Kitty Papp Ágnes | Csondor Kata Csuha Bori F. Nagy Erika Haffner Anikó Mezei Kitty Molnár Ilona Sánta Annamária Szabó Gertrúd Szabó Zselyke Zsigmond Tamara | Fehér földi póni.                          |
| Lickety-Split    | Susan Blu Nancy Cartwright Jeannie Elias Ellen Gerstell Katie Leigh Sherry Lynn Russi Taylor B. J. Ward Jill Wayne | Csere Ágnes Farkasinszky Edit Györgyi Anna Kautzky Armand Kökényessy Ági Mihók Éva Orosz Helga | Andai Kati Bartucz Attila Boros Zoltán Holl Nándor Horváth Hanga Kocsis Mariann Mezei Kitty Papp Ágnes | Csondor Kata Csuha Bori F. Nagy Erika Haffner Anikó Mezei Kitty Molnár Ilona Sánta Annamária Szabó Gertrúd Szabó Zselyke Zsigmond Tamara | Világos rózsaszínű földi póni.             |
| Sweet Stuff      | Susan Blu Nancy Cartwright Jeannie Elias Ellen Gerstell Katie Leigh Sherry Lynn Russi Taylor B. J. Ward Jill Wayne | Csere Ágnes Farkasinszky Edit Györgyi Anna Kautzky Armand Kökényessy Ági Mihók Éva Orosz Helga | Andai Kati Bartucz Attila Boros Zoltán Holl Nándor Horváth Hanga Kocsis Mariann Mezei Kitty Papp Ágnes | Csondor Kata Csuha Bori F. Nagy Erika Haffner Anikó Mezei Kitty Molnár Ilona Sánta Annamária Szabó Gertrúd Szabó Zselyke Zsigmond Tamara | Kék színű földi póni.                      |
| Kis Tiddly Winks | Susan Blu Nancy Cartwright Jeannie Elias Ellen Gerstell Katie Leigh Sherry Lynn Russi Taylor B. J. Ward Jill Wayne | Csere Ágnes Farkasinszky Edit Györgyi Anna Kautzky Armand Kökényessy Ági Mihók Éva Orosz Helga | Andai Kati Bartucz Attila Boros Zoltán Holl Nándor Horváth Hanga Kocsis Mariann Mezei Kitty Papp Ágnes | Csondor Kata Csuha Bori F. Nagy Erika Haffner Anikó Mezei Kitty Molnár Ilona Sánta Annamária Szabó Gertrúd Szabó Zselyke Zsigmond Tamara | ?                                          |
| Magic Star       | Susan Blu Nancy Cartwright Jeannie Elias Ellen Gerstell Katie Leigh Sherry Lynn Russi Taylor B. J. Ward Jill Wayne | Csere Ágnes Farkasinszky Edit Györgyi Anna Kautzky Armand Kökényessy Ági Mihók Éva Orosz Helga | Andai Kati Bartucz Attila Boros Zoltán Holl Nándor Horváth Hanga Kocsis Mariann Mezei Kitty Papp Ágnes | Csondor Kata Csuha Bori F. Nagy Erika Haffner Anikó Mezei Kitty Molnár Ilona Sánta Annamária Szabó Gertrúd Szabó Zselyke Zsigmond Tamara | Sárga színű földi póni.                    |
| Shady            | Susan Blu Nancy Cartwright Jeannie Elias Ellen Gerstell Katie Leigh Sherry Lynn Russi Taylor B. J. Ward Jill Wayne | Csere Ágnes Farkasinszky Edit Györgyi Anna Kautzky Armand Kökényessy Ági Mihók Éva Orosz Helga | Andai Kati Bartucz Attila Boros Zoltán Holl Nándor Horváth Hanga Kocsis Mariann Mezei Kitty Papp Ágnes | Csondor Kata Csuha Bori F. Nagy Erika Haffner Anikó Mezei Kitty Molnár Ilona Sánta Annamária Szabó Gertrúd Szabó Zselyke Zsigmond Tamara | Sötét rózsaszínű földi póni.               |
| Sundance         | Susan Blu Nancy Cartwright Jeannie Elias Ellen Gerstell Katie Leigh Sherry Lynn Russi Taylor B. J. Ward Jill Wayne | Csere Ágnes Farkasinszky Edit Györgyi Anna Kautzky Armand Kökényessy Ági Mihók Éva Orosz Helga | Andai Kati Bartucz Attila Boros Zoltán Holl Nándor Horváth Hanga Kocsis Mariann Mezei Kitty Papp Ágnes | Csondor Kata Csuha Bori F. Nagy Erika Haffner Anikó Mezei Kitty Molnár Ilona Sánta Annamária Szabó Gertrúd Szabó Zselyke Zsigmond Tamara | Fehér földi póni.                          |
| Truly            | Susan Blu Nancy Cartwright Jeannie Elias Ellen Gerstell Katie Leigh Sherry Lynn Russi Taylor B. J. Ward Jill Wayne | Csere Ágnes Farkasinszky Edit Györgyi Anna Kautzky Armand Kökényessy Ági Mihók Éva Orosz Helga | Andai Kati Bartucz Attila Boros Zoltán Holl Nándor Horváth Hanga Kocsis Mariann Mezei Kitty Papp Ágnes | Csondor Kata Csuha Bori F. Nagy Erika Haffner Anikó Mezei Kitty Molnár Ilona Sánta Annamária Szabó Gertrúd Szabó Zselyke Zsigmond Tamara | Sötét vörös földi póni.                    |
| Kis Half-Note    | Susan Blu Nancy Cartwright Jeannie Elias Ellen Gerstell Katie Leigh Sherry Lynn Russi Taylor B. J. Ward Jill Wayne | Csere Ágnes Farkasinszky Edit Györgyi Anna Kautzky Armand Kökényessy Ági Mihók Éva Orosz Helga | Andai Kati Bartucz Attila Boros Zoltán Holl Nándor Horváth Hanga Kocsis Mariann Mezei Kitty Papp Ágnes | Csondor Kata Csuha Bori F. Nagy Erika Haffner Anikó Mezei Kitty Molnár Ilona Sánta Annamária Szabó Gertrúd Szabó Zselyke Zsigmond Tamara | Rózsaszín földi póni kölyök.               |
| Kis Shady        | Susan Blu Nancy Cartwright Jeannie Elias Ellen Gerstell Katie Leigh Sherry Lynn Russi Taylor B. J. Ward Jill Wayne | Csere Ágnes Farkasinszky Edit Györgyi Anna Kautzky Armand Kökényessy Ági Mihók Éva Orosz Helga | Andai Kati Bartucz Attila Boros Zoltán Holl Nándor Horváth Hanga Kocsis Mariann Mezei Kitty Papp Ágnes | Csondor Kata Csuha Bori F. Nagy Erika Haffner Anikó Mezei Kitty Molnár Ilona Sánta Annamária Szabó Gertrúd Szabó Zselyke Zsigmond Tamara | Sötét vörös földi póni kölyök.             |
| Kis Sundance     | Susan Blu Nancy Cartwright Jeannie Elias Ellen Gerstell Katie Leigh Sherry Lynn Russi Taylor B. J. Ward Jill Wayne | Csere Ágnes Farkasinszky Edit Györgyi Anna Kautzky Armand Kökényessy Ági Mihók Éva Orosz Helga | Andai Kati Bartucz Attila Boros Zoltán Holl Nándor Horváth Hanga Kocsis Mariann Mezei Kitty Papp Ágnes | Csondor Kata Csuha Bori F. Nagy Erika Haffner Anikó Mezei Kitty Molnár Ilona Sánta Annamária Szabó Gertrúd Szabó Zselyke Zsigmond Tamara | Fehér földi póni kölyök.                   |
| Twilight         | Susan Blu Nancy Cartwright Jeannie Elias Ellen Gerstell Katie Leigh Sherry Lynn Russi Taylor B. J. Ward Jill Wayne | Csere Ágnes Farkasinszky Edit Györgyi Anna Kautzky Armand Kökényessy Ági Mihók Éva Orosz Helga | Andai Kati Bartucz Attila Boros Zoltán Holl Nándor Horváth Hanga Kocsis Mariann Mezei Kitty Papp Ágnes | Csondor Kata Csuha Bori F. Nagy Erika Haffner Anikó Mezei Kitty Molnár Ilona Sánta Annamária Szabó Gertrúd Szabó Zselyke Zsigmond Tamara | Rózsaszín földi póni.                      |
| Rosedust         | Susan Blu Nancy Cartwright Jeannie Elias Ellen Gerstell Katie Leigh Sherry Lynn Russi Taylor B. J. Ward Jill Wayne | Csere Ágnes Farkasinszky Edit Györgyi Anna Kautzky Armand Kökényessy Ági Mihók Éva Orosz Helga | Andai Kati Bartucz Attila Boros Zoltán Holl Nándor Horváth Hanga Kocsis Mariann Mezei Kitty Papp Ágnes | Csondor Kata Csuha Bori F. Nagy Erika Haffner Anikó Mezei Kitty Molnár Ilona Sánta Annamária Szabó Gertrúd Szabó Zselyke Zsigmond Tamara | Sárga színű rezgőszárnyú póni királynő.    |
| Morning Glory    | Susan Blu Nancy Cartwright Jeannie Elias Ellen Gerstell Katie Leigh Sherry Lynn Russi Taylor B. J. Ward Jill Wayne | Csere Ágnes Farkasinszky Edit Györgyi Anna Kautzky Armand Kökényessy Ági Mihók Éva Orosz Helga | Andai Kati Bartucz Attila Boros Zoltán Holl Nándor Horváth Hanga Kocsis Mariann Mezei Kitty Papp Ágnes | Csondor Kata Csuha Bori F. Nagy Erika Haffner Anikó Mezei Kitty Molnár Ilona Sánta Annamária Szabó Gertrúd Szabó Zselyke Zsigmond Tamara | Kék színű rezgőszárnyú póni.               |
| Honeysuckle      | Susan Blu Nancy Cartwright Jeannie Elias Ellen Gerstell Katie Leigh Sherry Lynn Russi Taylor B. J. Ward Jill Wayne | Csere Ágnes Farkasinszky Edit Györgyi Anna Kautzky Armand Kökényessy Ági Mihók Éva Orosz Helga | Andai Kati Bartucz Attila Boros Zoltán Holl Nándor Horváth Hanga Kocsis Mariann Mezei Kitty Papp Ágnes | Csondor Kata Csuha Bori F. Nagy Erika Haffner Anikó Mezei Kitty Molnár Ilona Sánta Annamária Szabó Gertrúd Szabó Zselyke Zsigmond Tamara | Rózsaszín rezgőszárnyú póni.               |
| Peach Blossom    | Susan Blu Nancy Cartwright Jeannie Elias Ellen Gerstell Katie Leigh Sherry Lynn Russi Taylor B. J. Ward Jill Wayne | Csere Ágnes Farkasinszky Edit Györgyi Anna Kautzky Armand Kökényessy Ági Mihók Éva Orosz Helga | Andai Kati Bartucz Attila Boros Zoltán Holl Nándor Horváth Hanga Kocsis Mariann Mezei Kitty Papp Ágnes | Csondor Kata Csuha Bori F. Nagy Erika Haffner Anikó Mezei Kitty Molnár Ilona Sánta Annamária Szabó Gertrúd Szabó Zselyke Zsigmond Tamara | Türkiz kék rezgőszárnyú póni.              |
| Forget-Me-Not    | Susan Blu Nancy Cartwright Jeannie Elias Ellen Gerstell Katie Leigh Sherry Lynn Russi Taylor B. J. Ward Jill Wayne | Csere Ágnes Farkasinszky Edit Györgyi Anna Kautzky Armand Kökényessy Ági Mihók Éva Orosz Helga | Andai Kati Bartucz Attila Boros Zoltán Holl Nándor Horváth Hanga Kocsis Mariann Mezei Kitty Papp Ágnes | Csondor Kata Csuha Bori F. Nagy Erika Haffner Anikó Mezei Kitty Molnár Ilona Sánta Annamária Szabó Gertrúd Szabó Zselyke Zsigmond Tamara | Lila rezgőszárnyú póni.                    |
| Ripple           | Susan Blu Nancy Cartwright Jeannie Elias Ellen Gerstell Katie Leigh Sherry Lynn Russi Taylor B. J. Ward Jill Wayne | Csere Ágnes Farkasinszky Edit Györgyi Anna Kautzky Armand Kökényessy Ági Mihók Éva Orosz Helga | Andai Kati Bartucz Attila Boros Zoltán Holl Nándor Horváth Hanga Kocsis Mariann Mezei Kitty Papp Ágnes | Csondor Kata Csuha Bori F. Nagy Erika Haffner Anikó Mezei Kitty Molnár Ilona Sánta Annamária Szabó Gertrúd Szabó Zselyke Zsigmond Tamara | ?                                          |
| Sea Shimmer      | Susan Blu Nancy Cartwright Jeannie Elias Ellen Gerstell Katie Leigh Sherry Lynn Russi Taylor B. J. Ward Jill Wayne | Csere Ágnes Farkasinszky Edit Györgyi Anna Kautzky Armand Kökényessy Ági Mihók Éva Orosz Helga | Andai Kati Bartucz Attila Boros Zoltán Holl Nándor Horváth Hanga Kocsis Mariann Mezei Kitty Papp Ágnes | Csondor Kata Csuha Bori F. Nagy Erika Haffner Anikó Mezei Kitty Molnár Ilona Sánta Annamária Szabó Gertrúd Szabó Zselyke Zsigmond Tamara | ?                                          |
| Sunshower        | Susan Blu Nancy Cartwright Jeannie Elias Ellen Gerstell Katie Leigh Sherry Lynn Russi Taylor B. J. Ward Jill Wayne | Csere Ágnes Farkasinszky Edit Györgyi Anna Kautzky Armand Kökényessy Ági Mihók Éva Orosz Helga | Andai Kati Bartucz Attila Boros Zoltán Holl Nándor Horváth Hanga Kocsis Mariann Mezei Kitty Papp Ágnes | Csondor Kata Csuha Bori F. Nagy Erika Haffner Anikó Mezei Kitty Molnár Ilona Sánta Annamária Szabó Gertrúd Szabó Zselyke Zsigmond Tamara | ?                                          |
| Surf Rider       | Susan Blu Nancy Cartwright Jeannie Elias Ellen Gerstell Katie Leigh Sherry Lynn Russi Taylor B. J. Ward Jill Wayne | Csere Ágnes Farkasinszky Edit Györgyi Anna Kautzky Armand Kökényessy Ági Mihók Éva Orosz Helga | Andai Kati Bartucz Attila Boros Zoltán Holl Nándor Horváth Hanga Kocsis Mariann Mezei Kitty Papp Ágnes | Csondor Kata Csuha Bori F. Nagy Erika Haffner Anikó Mezei Kitty Molnár Ilona Sánta Annamária Szabó Gertrúd Szabó Zselyke Zsigmond Tamara | ?                                          |
| Water Lily       | Susan Blu Nancy Cartwright Jeannie Elias Ellen Gerstell Katie Leigh Sherry Lynn Russi Taylor B. J. Ward Jill Wayne | Csere Ágnes Farkasinszky Edit Györgyi Anna Kautzky Armand Kökényessy Ági Mihók Éva Orosz Helga | Andai Kati Bartucz Attila Boros Zoltán Holl Nándor Horváth Hanga Kocsis Mariann Mezei Kitty Papp Ágnes | Csondor Kata Csuha Bori F. Nagy Erika Haffner Anikó Mezei Kitty Molnár Ilona Sánta Annamária Szabó Gertrúd Szabó Zselyke Zsigmond Tamara | ?                                          |

- További magyar hangok (1. évad 1. magyar változatában): Boros Zoltán, Csarnóy Zsuzsa, Elekes Pál, Kautzky Armand, Kocsis Mariann, Melis Gábor, Némedi Mari, Varanyi Lajos
- További magyar hangok (Backlund Hungary-szinkronban): Bácskai János, Beregi Péter, Halmágyi Sándor, Katona Zoltán, Szokol Péter, Szoó György, Ujlaki Dénes, Uri István, Varga Tamás, Várkonyi András, Zsurzs Kati[1]
- További magyar hangok (teljes évad. magyar változatában): Adamik Viktória, Bolla Róbert, Csuha Lajos, Faragó András, Fellegi Lénárd, Grúber Zita, Gubányi György István, Illyés Mari, Kajtár Róbert, Kapácsy Miklós, Kisfalusi Lehel, Papucsek Vilmos, Rudas István, Sági Tímea, Sz. Nagy Ildikó

## Epizódok

### Első évad (1986)
| Sor. | Év. | Eredeti cím                        | Magyar cím                                                        | Eredeti bemutató     | Magyar bemutató      | Magyar bemutató  | Magyar sorrend | Magyar sorrend |
| Sor. | Év. | Eredeti cím                        | Magyar cím                                                        | Eredeti bemutató     | 1. változat          | 2. változat      | MTV2           | Minimax        |
| ---- | --- | ---------------------------------- | ----------------------------------------------------------------- | -------------------- | -------------------- | ---------------- | -------------- | -------------- |
| 1.   | 1.  | The End of Flutter Valley          | Szárnyasvölgy pusztulása (MTV2) A póni völgy veszélyben (Minimax) | 1986. szeptember 15. | 1992. szeptember 25. | 2008. július 9.  | 38             | 20             |
| 2.   | 2.  | The End of Flutter Valley          | Szárnyasvölgy pusztulása (MTV2) A póni völgy veszélyben (Minimax) | 1986. szeptember 16. | 1992. október 2.     | 2008. július 9.  | 39             | 20             |
| 3.   | 3.  | The End of Flutter Valley          | Szárnyasvölgy pusztulása (MTV2) A póni völgy veszélyben (Minimax) | 1986. szeptember 17. | 1992. október 9.     | 2008. július 10. | 40             | 21             |
| 4.   | 4.  | The End of Flutter Valley          | Szárnyasvölgy pusztulása (MTV2) A póni völgy veszélyben (Minimax) | 1986. szeptember 18. | 1992. október 16.    | 2008. július 10. | 41             | 21             |
| 5.   | 5.  | The End of Flutter Valley          | Szárnyasvölgy pusztulása (MTV2) A póni völgy veszélyben (Minimax) | 1986. szeptember 19. | 1992. október 23.    | 2008. július 11. | 42             | 22             |
| 6.   | 6.  | The End of Flutter Valley          | Szárnyasvölgy pusztulása (MTV2) A póni völgy veszélyben (Minimax) | 1986. szeptember 22. | 1992. október 30.    | 2008. július 11. | 43             | 22             |
| 7.   | 7.  | The End of Flutter Valley          | Szárnyasvölgy pusztulása (MTV2) A póni völgy veszélyben (Minimax) | 1986. szeptember 23. | 1992. november 6.    | 2008. július 14. | 44             | 23             |
| 8.   | 8.  | The End of Flutter Valley          | Szárnyasvölgy pusztulása (MTV2) A póni völgy veszélyben (Minimax) | 1986. szeptember 24. | 1992. november 13.   | 2008. július 14. | 45             | 23             |
| 9.   | 9.  | The End of Flutter Valley          | Szárnyasvölgy pusztulása (MTV2) A póni völgy veszélyben (Minimax) | 1986. szeptember 25. | 1992. november 20.   | 2008. július 15. | 46             | 24             |
| 10.  | 10. | The End of Flutter Valley          | Szárnyasvölgy pusztulása (MTV2) A póni völgy veszélyben (Minimax) | 1986. szeptember 26. | 1992. november 27.   | 2008. július 15. | 47             | 24             |
| 11.  | 11. | The Ghost of Paradise Estate       | Az Édentanya szelleme                                             | 1986. szeptember 29. | 1991. december 10.   | 2008. június 12. | 1              | 1              |
| 12.  | 12. | The Ghost of Paradise Estate       | Az Édentanya szelleme                                             | 1986. szeptember 30. | 1991. december 17.   | 2008. június 12. | 2              | 1              |
| 13.  | 13. | The Ghost of Paradise Estate       | Az Édentanya szelleme                                             | 1986. október 1.     | 1991. december 24.   | 2008. június 13. | 3              | 2              |
| 14.  | 14. | The Ghost of Paradise Estate       | Az Édentanya szelleme                                             | 1986. október 2.     | 1991. december 31.   | 2008. június 13. | 4              | 2              |
| 15.  | 15. | The Great Rainbow Caper            | A szivárványcsíny (MTV2) A nagy szivárvány akció (Minimax)        | 1986. október 3.     | 1992. szeptember 18. | 2008. július 8.  | 37             | 19b            |
| 16.  | 16. | The Glass Princess                 | A tükörhercegnő (MTV2) Az üveghercegnő (Minimax)                  | 1986. október 6.     | 1992. július 24.     | 2008. július 3.  | 29             | 16             |
| 17.  | 17. | The Glass Princess                 | A tükörhercegnő (MTV2) Az üveghercegnő (Minimax)                  | 1986. október 7.     | 1992. július 31.     | 2008. július 3.  | 30             | 16             |
| 18.  | 18. | The Glass Princess                 | A tükörhercegnő (MTV2) Az üveghercegnő (Minimax)                  | 1986. október 8.     | 1992. augusztus 14.  | 2008. július 4.  | 31             | 17             |
| 19.  | 19. | The Glass Princess                 | A tükörhercegnő (MTV2) Az üveghercegnő (Minimax)                  | 1986. október 9.     | 1992. augusztus 21.  | 2008. július 4.  | 32             | 17             |
| 20.  | 20. | Pony Puppy                         | Dinó, a nagy kutya (MTV2) A pónik kiskutyája (Minimax)            | 1986. október 10.    | 1992. június 5.      | 2008. június 20. | 26             | 7a             |
| 21.  | 21. | Bright Lights                      | A Jupiterlámpák árnyékában (MTV2) Az árnyéktolvaj (Minimax)       | 1986. október 13.    | 1992. március 17.    | 2008. június 24. | 15             | 9              |
| 22.  | 22. | Bright Lights                      | A Jupiterlámpák árnyékában (MTV2) Az árnyéktolvaj (Minimax)       | 1986. október 14.    | 1992. március 24.    | 2008. június 24. | 16             | 9              |
| 23.  | 23. | Bright Lights                      | A Jupiterlámpák árnyékában (MTV2) Az árnyéktolvaj (Minimax)       | 1986. október 15.    | 1992. március 31.    | 2008. június 25. | 17             | 10             |
| 24.  | 24. | Bright Lights                      | A Jupiterlámpák árnyékában (MTV2) Az árnyéktolvaj (Minimax)       | 1986. október 16.    | 1992. április 10.    | 2008. június 25. | 18             | 10             |
| 25.  | 25. | Sweet Stuff and the Treasure Hunt  | Cukros és a kincskéresés (MTV2) Édes és a kincsvadászat (Minimax) | 1986. október 17.    | 1992. május 29.      | 2008. június 20. | 25             | 7b             |
| 26.  | 26. | The Return of Tambelon             | Tambelon visszatér                                                | 1986. október 20.    | 1992. április 17.    | 2008. június 26. | 19             | 11             |
| 27.  | 27. | The Return of Tambelon             | Tambelon visszatér                                                | 1986. október 21.    | 1992. április 24.    | 2008. június 26. | 20             | 11             |
| 28.  | 28. | The Return of Tambelon             | Tambelon visszatér                                                | 1986. október 22.    | 1992. május 1.       | 2008. június 27. | 21             | 12             |
| 29.  | 29. | The Return of Tambelon             | Tambelon visszatér                                                | 1986. október 23.    | 1992. május 8.       | 2008. június 27. | 22             | 12             |
| 30.  | 30. | Little Piece of Magic              | Egy kis varázslat                                                 | 1986. október 24.    | 1992. december 4.    | 2008. július 1.  | 48             | 14a            |
| 31.  | 31. | The Magic Coins                    | A varázsérmék (MTV2) A varázstallérok (Minimax)                   | 1986. október 27.    | 1992. január 21.     | 2008. június 17. | 7              | 4              |
| 32.  | 32. | The Magic Coins                    | A varázsérmék (MTV2) A varázstallérok (Minimax)                   | 1986. október 28.    | 1992. január 28.     | 2008. június 17. | 8              | 4              |
| 33.  | 33. | The Magic Coins                    | A varázsérmék (MTV2) A varázstallérok (Minimax)                   | 1986. október 29.    | 1992. február 4.     | 2008. június 18. | 9              | 5              |
| 34.  | 34. | The Magic Coins                    | A varázsérmék (MTV2) A varázstallérok (Minimax)                   | 1986. október 30.    | 1992. február 11.    | 2008. június 18. | 10             | 5              |
| 35.  | 35. | Mish Mash Melee                    | Csacska csetepaté (MTV2) A nagy felfordulás (Minimax)             | 1986. október 31.    | 1992. augusztus 28.  | 2008. július 1.  | 34             | 14b            |
| 36.  | 36. | Woe Is Me                          | Jaj nekem (MTV2) Balszerencse (Minimax)                           | 1986. november 3.    | 1992. szeptember 4.  | 2008. június 30. | 35             | 13             |
| 37.  | 37. | Woe Is Me                          | Jaj nekem (MTV2) Balszerencse (Minimax)                           | 1986. november 4.    | 1992. szeptember 11. | 2008. június 30. | 36             | 13             |
| 38.  | 38. | Fugitive Flowers                   | Szökevény virágok (MTV2) A szökevény virgányok (Minimax)          | 1986. november 5.    | 1992. január 7.      | 2008. június 18. | 5              | 3              |
| 39.  | 39. | Fugitive Flowers                   | Szökevény virágok (MTV2) A szökevény virgányok (Minimax)          | 1986. november 6.    | 1992. január 14.     | 2008. június 18. | 6              | 3              |
| 40.  | 40. | Would Be Dragonslayer              | A sárkánygyilkos jelölt (MTV2) A sárkányölő (Minimax)             | 1986. november 7.    | 1992. július 17.     | 2008. július 8.  | 29             | 19a            |
| 41.  | 41. | Baby, It's Cold Outside            | Hideg van kicsikém (MTV2) Hideg van odakint (Minimax)             | 1986. november 10.   | 1992. május 15.      | 2008. július 2.  | 23             | 15             |
| 42.  | 42. | Baby, It's Cold Outside            | Hideg van kicsikém (MTV2) Hideg van odakint (Minimax)             | 1986. november 11.   | 1992. május 22.      | 2008. július 2.  | 24             | 15             |
| 43.  | 43. | Crunch the Rockdog                 | Ropp, a kőkutya (MTV2) Roppancs, a sziklakutya (Minimax)          | 1986. november 12.   | 1992. március 3.     | 2008. június 19. | 13             | 6              |
| 44.  | 44. | Crunch the Rockdog                 | Ropp, a kőkutya (MTV2) Roppancs, a sziklakutya (Minimax)          | 1986. november 13.   | 1992. március 10.    | 2008. június 19. | 14             | 6              |
| 45.  | 45. | The Revolt of Paradise Estate      | Lázadás az Édentanyán (MTV2) Az Édentanya lázadása (Minimax)      | 1986. november 14.   | 1992. február 18.    | 2008. június 23. | 11             | 8              |
| 46.  | 46. | The Revolt of Paradise Estate      | Lázadás az Édentanyán (MTV2) Az Édentanya lázadása (Minimax)      | 1986. november 17.   | 1992. február 25.    | 2008. június 23. | 12             | 8              |
| 47.  | 47. | Through the Door                   | Az ajtó mögött (MTV2) Az aranykapu (Minimax)                      | 1986. november 18.   | 1992. július 3.      | 2008. július 7.  | 27             | 18             |
| 48.  | 48. | Through the Door                   | Az ajtó mögött (MTV2) Az aranykapu (Minimax)                      | 1986. november 19.   | 1992. július 10.     | 2008. július 7.  | 28             | 18             |
| 49.  | 49. | Rescue from Midnight Castle (1984) | Szöktetés a Zordon Várból                                         | 1986. november 20.   | –                    | 2008. július 24. | –              | 31             |
| 50.  | 50. | Rescue from Midnight Castle (1984) | Szöktetés a Zordon Várból                                         | 1986. november 21.   | –                    | 2008. július 24. | –              | 31             |

### Második évad (1987)
| Sor. | Év. | Eredeti cím                      | Magyar cím                                                     | Eredeti bemutató     | Magyar bemutató    | Magyar bemutató  | Magyar sorrend | Magyar sorrend |
| Sor. | Év. | Eredeti cím                      | Magyar cím                                                     | Eredeti bemutató     | 1. változat        | 2. változat      | MTV2           | Minimax        |
| ---- | --- | -------------------------------- | -------------------------------------------------------------- | -------------------- | ------------------ | ---------------- | -------------- | -------------- |
| 51.  | 1.  | The Quest of the Princess Ponies | A hercegnő-pónik kalandja                                      | 1987. szeptember 7.  | –                  | 2008. július 22. | –              | 29             |
| 52.  | 2.  | The Quest of the Princess Ponies | A hercegnő-pónik kalandja                                      | 1987. szeptember 8.  | –                  | 2008. július 22. | –              | 29             |
| 53.  | 3.  | The Quest of the Princess Ponies | A hercegnő-pónik kalandja                                      | 1987. szeptember 9.  | –                  | 2008. július 23. | –              | 30             |
| 54.  | 4.  | The Quest of the Princess Ponies | A hercegnő-pónik kalandja                                      | 1987. szeptember 10. | –                  | 2008. július 23. | –              | 30             |
| 55.  | 5.  | Spike's Search                   | Tüsi kutat (MTV2) Tüskés sárkányt keres (Minimax)              | 1987. szeptember 11. | 1993. január 1.    | 2008. július 17. | 51             | 26a            |
| 56.  | 6.  | The Golden Horseshoes            | A négy aranypatkó                                              | 1987. szeptember 14. | –                  | 2008. július 21. | –              | 28             |
| 57.  | 7.  | The Golden Horseshoes            | A négy aranypatkó                                              | 1987. szeptember 15. | –                  | 2008. július 21. | –              | 28             |
| 58.  | 8.  | Flight to Cloud Castle           | Utazás Felhőkastélyba (MTV2) Kastély a felhők között (Minimax) | 1987. szeptember 16. | 1992. december 11. | 2008. július 16. | 49             | 25             |
| 59.  | 9.  | Flight to Cloud Castle           | Utazás Felhőkastélyba (MTV2) Kastély a felhők között (Minimax) | 1987. szeptember 17. | 1992. december 18. | 2008. július 16. | 50             | 25             |
| 60.  | 10. | The Ice Cream Wars               | A fagylalt háború                                              | 1987. szeptember 18. | 1993. január 8.    | –                | 52             | –              |
| 61.  | 11. | Somnambula                       | Somnambula                                                     | 1987. szeptember 21. | –                  | 2008. július 18. | –              | 27             |
| 62.  | 12. | Somnambula                       | Somnambula                                                     | 1987. szeptember 22. | –                  | 2008. július 18. | –              | 27             |
| 63.  | 13. | The Prince and the Ponies        | A herceg és a pónik                                            | 1987. szeptember 23. | –                  | 2008. július 17. | –              | 26b            |
| 64.  | 14. | Escape from Catrina (1985)       | Menekülés Katrinától                                           | 1987. szeptember 24. | –                  | 2008. július 25. | –              | 32             |
| 65.  | 15. | Escape from Catrina (1985)       | Menekülés Katrinától                                           | 1987. szeptember 25. | –                  | 2008. július 25. | –              | 32             |